# Pieter Eibergen
Pieter Eibergen (Bourtange, 21 december 1889 – 1972) was een Nederlands geograaf en leraar, vooral bekend als redacteur van Bos' Schoolatlas der geheele aarde, de huidige Bosatlas.
De vader van Pieter Eibergen was landbouwer. Hijzelf werd leraar aardrijkskunde aan de H.B.S. aan de Helperbrink in Groningen, thans onderdeel van het Zernike College. Op 17 april 1919 huwde hij met Petronella Paulina Nieveld uit Groningen, ook lerares.
Vanaf 1929 werkte hij mee aan Bos' schoolatlas. Vanaf de 32e tot de 35e druk als assistent-redacteur van B.A. Kwast. Na diens overlijden was Eibergen nog redacteur van de Bosatlas van de 36e (1939) tot de 39e druk (1955). Daarnaast redigeerde hij enkele leerboeken van B.A. Kwast.
Toen Eibergen de redactie van de atlas overnam, veranderde hij de naam in Atlas der geheele aarde. Als redacteur verhoogde hij de wetenschappelijke kwaliteit en de didactische waarde hiervan, onder andere door de introductie van thematische kaarten en door een duidelijker kaartbeeld. Dit beleid werd later voortgezet door zijn opvolger, Ferdinand Jan Ormeling sr.. Tijdens de Tweede Wereldoorlog verscheen geen nieuwe editie van de atlas, omdat Eibergen de veroveringen van Nazi-Duitsland niet wilde verheerlijken.
Bijzonder aandachtsgebied van Eibergen was Nederlands-Indië. Onder zijn redacteurschap bereikte het aantal kaarten in de atlas over dit onderwerp een hoogtepunt. Verder gaf Eibergen een Schoolatlas van Indonesië (1948) en een wandkaart van Nederlands-Nieuw-Guinea (1956) uit.